# Illapel
Illapel – miasto w chilijskiej prowincji Choapa w regionie Coquimbo.